# إلى الأمام (شعار ويسكونسن)
«إلي الأمام» :

علم ويسكونسن

(بالأنجليزية: "Forward") هو شعار ولاية ويسكونسن والذي يظهر علي ختم وشعار الولاية، وقد نشأ عندما قام كل من حاكم الولاية نيلسون ديوي ورئيس المحكمة العليا في ويسكونسن إدوارد ريان.بمراجعة ختم الولاية طلب نيلسون ديوي من مستشار جامعة ويسكونسن تصميم شعار، الذي أقتراح شعار لاتيني ("Civilitas Successit Barbaruin" أو "Civilization Succeeds Barbarism") والذي لم يلقى قبول.
قام إدوارد ريان بأقتراح تكرار شعار ولاية نيويورك ("Excelsior") ولكن نيلسون ديوي رفضه، ولكن قاموا بأقتراح شعار مستوحي من شعار نيويورك، مثل "Upward" أو "Onward" قبل أن يختاروا "Forward".